# 麻栗场镇
麻栗场镇，是中华人民共和国湖南省湘西土家族苗族自治州花垣县下辖的一个乡镇级行政单位。

## 行政区划
麻栗场镇下辖以下地区：
麻栗场社区、黄土坡村、溜豆村、沙坪坝村、广车村、排达鲁村、麻栗场村、沙科村、老寨村、立新村、彭湖村、登高坪村、望高坡村、各鱼村、新桥村、尖岩村、新科村、金牛村和沿坝村。